# Baniana chelesema
Baniana chelesema är en fjärilsart som beskrevs av George Francis Hampson 1926. Baniana chelesema ingår i släktet Baniana och familjen nattflyn. Inga underarter finns listade i Catalogue of Life.